# Бафанарий
Бафанарий (лат. Bathanarius, IV век — 408) — римский государственный деятель начала V века.
Бафанарий был родственником могущественного военачальника и регента Флавия Стилихона чрез брак с его сестрой.
Он находился на должности комита Африки по меньшей мере с 401 (13 июля этого года его упоминает закон из Кодекса Феодосия) до 408 года. В том году Стилихон был казнён императором Гонорием, который также дал приказ убить Бафанария и заменить его на Гераклиана.
Аврелий Августин передавал рассказ, услышанный им от епископа Севера Милевского. Тот однажды обедал с Бафанарием и видел, как комит перемещал при помощи магнита, расположенного под серебряным блюдом, помещённый на него кусок железа.